# Nobynäs

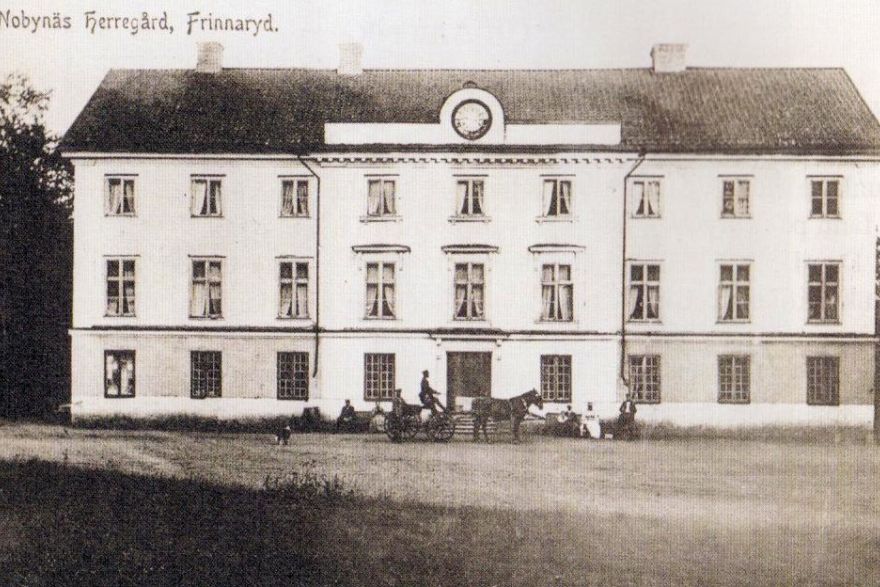
Nobynäs

Nobynäs är en herrgård i Lommaryds socken i Aneby kommun, på västra stranden av sjön Ralången.
Nobynäs ägdes på 1800-talet av Henrik Stierngranat, hans son Malte Liewen Stierngranat växte upp här. Herrgården kom senare länge att fungera som vårdhem för Jönköpings läns landsting men har senare återgått i privat ägo. Nuvarande huvudbyggnaden är uppförd 1805–1807 av Svante Mauritz Carlheim-Gyllensköld.